# Равел Моррісон
Равел Моррісон (англ. Ravel Morrison, нар. 2 лютого 1993, Манчестер) — англійський футболіст, півзахисник «Шеффілд Юнайтед». Виступав за молодіжну збірну Англії.

## Клубна кар'єра
Народився 2 лютого 1993 року в місті Манчестер. Вихованець футбольної школи клубу «Манчестер Юнайтед». З 2010 року почав потрапляти до заявки основної команди того ж клубу, втім за наступні півтора сезони лише тричі виходив на поле у її складі, виключно в іграх Кубка Футбольної ліги. 
В січні 2012 року перейшов до «Вест Гем Юнайтед», уклавши з на той час представником Чемпіонату Футбольної Ліги контракт на 3,5 роки. Провівши до кінця сезону лише одну гру за свій новий клуб, влітку 2012 Моррісон був на один сезон орендований «Бірмінгем Сіті», а протягом наступних двох років встиг пограти також на умовах оренди за «Квінз Парк Рейнджерс» і «Кардіфф Сіті». Безпосередньо ж у «Вест Гемі» за цей час мав лише нетривалий період, коли регулярно потрапляв до складу команди, — у другій половині 2013.
Після завершення контракту з «Вест Гемом» Моррісон влітку 2015 на правах вільного агента узгодив умови контракту з римським «Лаціо».
У римській команді не зміг пробитися до основного складу і 2017 року був відданий в оренду спочатку на батьківщину до «Квінз Парк Рейнджерс», а згодом до мексиканського «Атласа».
2019 перейшов у шведський «Естерсунд».
З літа 2019 виступає за «Шеффілд Юнайтед».

## Виступи за збірні
2008 року дебютував у складі юнацької збірної Англії, взяв участь у 5 іграх на юнацькому рівні, відзначившись одним забитим голом.
Протягом 2013–2014 років залучався до складу молодіжної збірної Англії. На молодіжному рівні зіграв у 4 офіційних матчах, забив 2 голи.

## Статистика виступів

### Статистика клубних виступів
Станом на 30 серпня 2015 року
| Сезон                         | Команда                       | Чемпіонат                     | Чемпіонат | Чемпіонат | Національний кубок | Національний кубок | Національний кубок | Континентальні кубки | Континентальні кубки | Континентальні кубки | Інші змагання | Інші змагання | Інші змагання | Усього | Усього |
| Сезон                         | Команда                       | Ліга                          | Ігор      | Голів     | Ліга               | Ігор               | Голів              | Ліга                 | Ігор                 | Голів                | Ліга          | Ігор          | Голів         | Ігор   | Голів  |
| ----------------------------- | ----------------------------- | ----------------------------- | --------- | --------- | ------------------ | ------------------ | ------------------ | -------------------- | -------------------- | -------------------- | ------------- | ------------- | ------------- | ------ | ------ |
| 2010–11                       | «Манчестер Юнайтед»           | ПЛ                            | 0         | 0         | КА+КЛ              | 0+1                | 0                  | ЛЧ                   | 0                    | 0                    | СА            | 0             | 0             | 1      | 0      |
| 2011-січ. 2012                | «Манчестер Юнайтед»           | ПЛ                            | 0         | 0         | КА+КЛ              | 0+2                | 0                  | ЛЧ+ЛЄ                | 0+0                  | 0                    | СА            | 0             | 0             | 2      | 0      |
| Усього за «Манчестер Юнайтед» | Усього за «Манчестер Юнайтед» | Усього за «Манчестер Юнайтед» | 0         | 0         |                    | 3                  | 0                  |                      | -                    | -                    |               | -             | -             | 3      | 0      |
| січ.-черв. 2012               | «Вест Гем Юнайтед»            | ЧФЛ                           | 1         | 0         | КА+КЛ              | 0+0                | 0                  | -                    | -                    | -                    | -             | -             | -             | 1      | 0      |
| 2012–13                       | «Бірмінгем Сіті»              | ЧФЛ                           | 27        | 3         | КА+КЛ              | 2+1                | 0                  | -                    | -                    | -                    | -             | -             | -             | 30     | 3      |
| 2013-лют. 2014                | «Вест Гем Юнайтед»            | ПЛ                            | 16        | 3         | КА+КЛ              | 1+4                | 0+2                | -                    | -                    | -                    | -             | -             | -             | 21     | 5      |
| лют.-черв. 2014               | «Квінз Парк Рейнджерс»        | ЧФЛ                           | 15+2      | 6+0       | КА+КЛ              | 0+0                | 0                  | -                    | -                    | -                    | -             | -             | -             | 17     | 6      |
| лип.-вер. 2014                | «Вест Гем Юнайтед»            | ПЛ                            | 1         | 0         | КА+КЛ              | 0+1                | 0                  | -                    | -                    | -                    | -             | -             | -             | 2      | 0      |
| Усього за «Вест Гем»          | Усього за «Вест Гем»          | Усього за «Вест Гем»          | 18        | 3         |                    | 6                  | 2                  |                      | -                    | -                    |               | -             | -             | 24     | 5      |
| вер. 2014-січ. 2015           | «Кардіфф Сіті»                | ЧФЛ                           | 7         | 0         | КА+КЛ              | 0+0                | 0                  | -                    | -                    | -                    | -             | -             | -             | 7      | 0      |
| 2015–16                       | «Лаціо»                       | A                             | 1         | 0         | КІ                 | 0                  | 0                  | ЛЧ+ЛЄ                | 1+0                  | 0+0                  | СІ            | 1             | 0             | 3      | 0      |
| Усього за кар'єру             | Усього за кар'єру             | Усього за кар'єру             | 70        | 12        |                    | 12                 | 2                  |                      | 1                    | 0                    |               | 1             | 0             | 84     | 14     |

## Титули і досягнення
- Чемпіон Англії (1):

«Манчестер Юнайтед»:  2010–11